# Hydropsyche anachoreta
Hydropsyche anachoreta là một loài Trichoptera trong họ Hydropsychidae. Chúng phân bố ở miền Cổ bắc.